# L'aereo più pazzo del mondo... sempre più pazzo
L'aereo più pazzo del mondo... sempre più pazzo (Airplane II: The Sequel) è un film comico demenziale con elementi fantascientifici del 1982 diretto da Ken Finkleman, seguito de L'aereo più pazzo del mondo. Sebbene diretto da un altro regista, numerosi sono i protagonisti del primo film che riappaiono anche nel sequel.

## Trama
Dopo la fine del primo episodio, Ted Striker è stato rinchiuso in un manicomio, reo di aver distrutto un prototipo di Shuttle (in realtà fu un guasto del mezzo stesso) e la sua ragazza Elaine Dickinson, non potendolo più frequentare, si fidanza forzatamente con Simon Kurtz.
Nel manicomio, Striker viene a sapere che lo Space Shuttle Mayflower One sta per partire da Houston a una Base lunare. Conoscendo i pericolosi difetti tecnici della navetta, Striker fugge dal manicomio e s'imbarca nello Shuttle, dove incrocia nuovamente Elaine.
Durante il volo, il computer di bordo ROC impazzisce in seguito a un cortocircuito e dopo aver ucciso il capitano Oveur e i co-piloti Dunn e Dave, inverte la rotta mandando lo Shuttle verso il Sole. Kurtz abbandona Elaine e fugge nell'unico guscio di salvataggio.
Ancora una volta Striker viene chiamato per salvare la situazione, ma può fare ben poco contro il computer ribelle. Dalla stazione terrestre ritorna Steve McCroskey per aiutare Striker, informandolo che sulla navetta è presente un suicida chiamato Joe Seluchi, che possiede una bomba nella sua valigia.
Dopo aver sottratto il pericoloso bagaglio al folle, Striker usa la bomba per distruggere ROC e finalmente riprende il controllo dello Shuttle.
Striker riesce così a far atterrare lo Shuttle sulla Base lunare e a sposarsi con Elaine.

## Curiosità
- Partecipazione dell'attore William Shatner, il popolare Kirk della serie Star Trek qui un comandante spostato della base lunare. Egli è assistito dallo psichiatra Freud, nella versione italiana, in vero chiamato Rorschach, riferimento allo psichiatra svizzero.
- Apparizione del caratterista Hervé Villechaize.
- Nel doppiaggio italiano l'attrice Elsa Camarda torna a doppiare il personaggio di E.T. l'extra-terrestre (che qui fa un breve cameo) dopo l'omonimo film del 1982.